# Mała Rycerzowa
Mała Rycerzowa (1207 m) – szczyt w Beskidzie Żywiecko-Kysuckim należący do Grupy Wielkiej Raczy. Dawniej, m.in. w „Przewodniku po Beskidach Zachodnich” Kazimierza Sosnowskiego, występowała pod nazwą „Rycerzowa”.
Mała Rycerzowa nie znajduje się w głównym, wododziałowym grzbiecie Beskidu Żywieckiego, lecz w jego bocznym, grzbiecie, który odgałęzia się od Wielkiej Rycerzowej i poprzez Małą Rycerzową, Wiertalówkę, Kotarz i Muńczoł ciągnie się aż do doliny Soły w Ujsołach. Grzbiet ten w całości znajduje się na terenie Polski. Pomiędzy Wielką i Małą Rycerzową znajduje się trawiasta Przełęcz pod Rycerzową (także Przełęcz Halna, 1165 m) z Halą Rycerzową. Hala ta ciągnie się również na północno-wschodnich stokach Małej Rycerzowej. Poza tym Mała Rycerzowa jest zalesiona. Jest też zwornikiem dla krótkiego grzbietu Jaworzynki, który od jej wierzchołka odbiega w północno-zachodnim kierunku. Mała Rycerzowa ma trzy grzbiety, są więc i trzy doliny między nimi. Dolinami tymi spływają trzy potoki: Dziobaki, Danielka i Cicha.
Nazwa szczytu wywodzi się od miejscowości Rycerka Dolna i Rycerka Górna (dawniej Rycerka), które prawdopodobnie były własnością rycerską. Nazwę tej wsi oraz szczytu wymienia Andrzej Komoniecki w dziele Chronografia albo dziejopis żywiecki. Obecnie szczyt znajduje się jednak w granicach wsi Soblówka w województwie śląskim, w powiecie żywieckim, w gminie Ujsoły.

## Szlaki turystyczne
Rycerka Dolna – Kiczorka – Jaworzynka – Mała Rycerzowa – Przełęcz Halna – Wielka Rycerzowa – Bania – Wielka Racza
 Ujsoły – Muńczoł – Kotarz – Wiertalówka – Mała Rycerzowa – Przełęcz pod Rycerzową.